# Condado de Cheboygan
O Condado de Cheboygan é um dos 88 condados do estado americano de Michigan. A sede do condado é Cheboygan, e sua maior cidade é Cheboygan.
O condado possui uma área de 2,293 km² (dos quais 439 km² estão cobertos por água), uma população de 26 448 habitantes, e uma densidade populacional de 14 hab/km² (segundo o censo nacional de 2000). O condado foi fundado em 1855.